# جورج بلير (لاعب كرة قدم أمريكية)
جورج بلير (بالإنجليزية: George Blair)‏ هو لاعب كرة قدم أمريكية أمريكي، ولد في 10 مايو 1938 في باسكاغولا في الولايات المتحدة.

## وصلات خارجية
- جورج بلير على موقع مرجع كرة القدم المحترفة.كوم (الإنجليزية)